# Мандзюк Павло Петрович
Павло Петрович Мандзюк (20 листопада 1989, м. Біла Церква, Київська область) — член збірної дефлімпійської команди України. У 2015 році на зимових дефлімпійських іграх завоював дві срібні та одну бронзову нагороду.
Тренер — Бекетова Галина Федорівна — заслужений тренер України.

### Дефлімпійські нагороди

#### 2015
- Лижні гонки скіатлон (чол) 10+10 км — 3 місце
- Лижні гонки. Спринт (чол) — 2 місце
- Лижні гонки. Естафета (чол) 3x10 км — 2 місце

### Державні нагороди
- Орден «За заслуги» III ст. (від 27 червня 2015 р.)